# Akademie deutsch-italienischer Studien

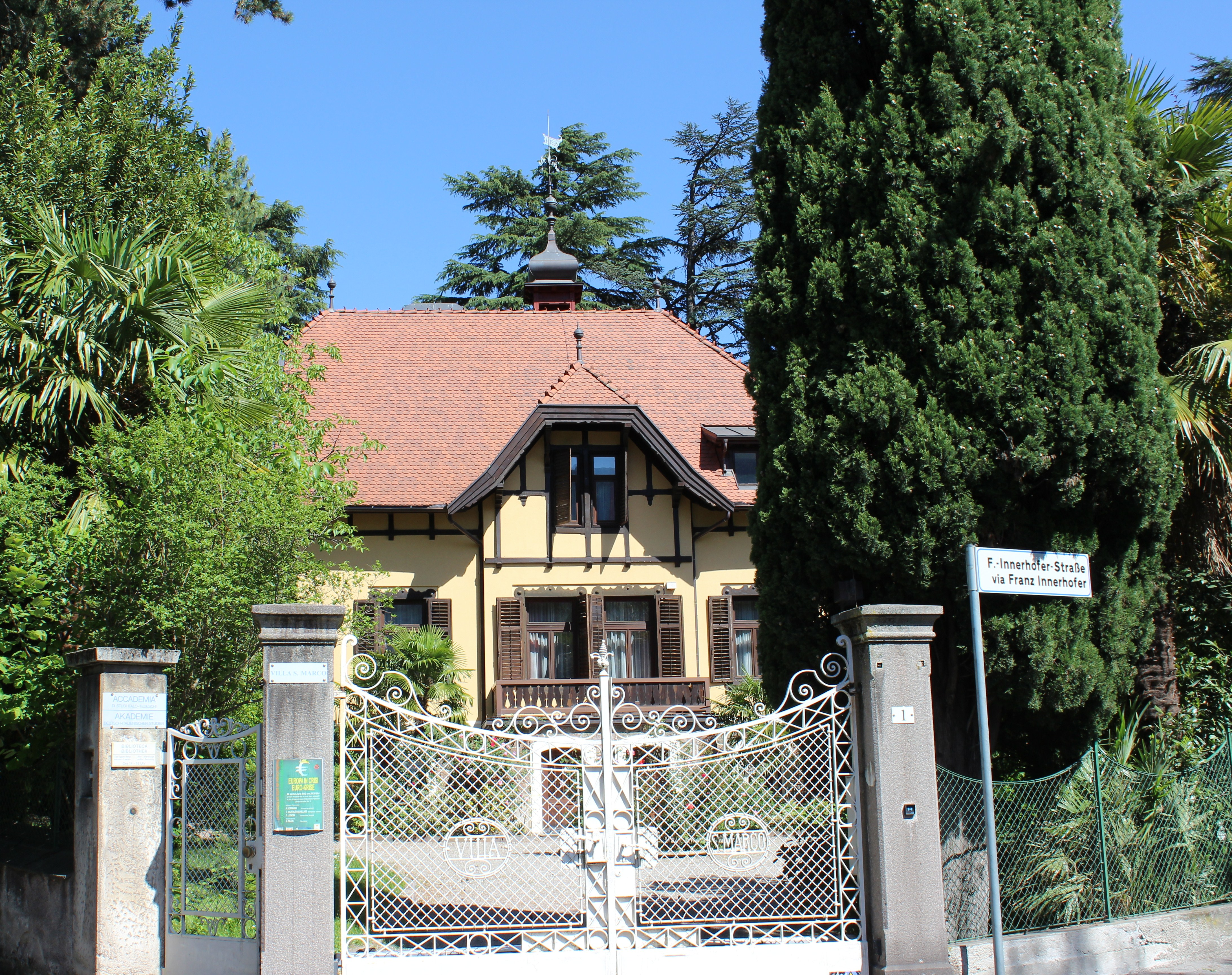
Schwalbenvilla-Villa San Marco, Innerhoferstraße 1, Meran

Die Akademie deutsch-italienischer Studien Meran (kurz: Akademie Meran, ehemals Deutsch-italienischer Kulturbund für Südtirol bzw. Deutsch-italienisches Kulturinstitut) ist ein 1949 in Meran (Südtirol) gegründeter gemeinnütziger Verein. Seine Ziele sind es, den wissenschaftlichen und kulturellen Dialog zwischen dem deutschen und italienischen Sprachraum zu fördern und die Weichen für gegenseitiges Verständnis und Austauschmöglichkeiten zu stellen.
Die Akademie veranstaltet internationale Tagungen, Forschungsseminare, Lesungen, Ausstellungen und Konzerte. Häufig sind Studierende sowie junge Forscher an der Akademie zu Gast. Die Tagungsbeiträge werden in zwei Reihen sowie in zwei von anderen Verlagen herausgegebenen Bänden veröffentlicht. Zudem befindet sich an der Akademie der Redaktionssitz der dreisprachigen Zeitschrift Jahrbuch für Philosophie, Dichtung und Kunst.
Aktuell werden in Zusammenarbeit mit Universitäten und Forschungsinstituten in Deutschland, Österreich und Italien wissenschaftliche Projekte durchgeführt. Während der Forschungsschwerpunkt in den ersten Jahrzehnten im Bereich der Geisteswissenschaften lag, wurde dieser Schwerpunkt in den letzten Jahren durch die vermehrte Auseinandersetzung mit Themen aus Wirtschaft, Recht und den Naturwissenschaften erweitert.

## Aktuelle Entwicklung
Die im städtischen und landesweiten kulturellen Kontext sowie in der Europaregion Tirol–Südtirol–Trentino verankerte Akademie verfügt über ein eigenes wissenschaftliches und hochschulisches Profil, das durch Kooperationsabkommen mit verschiedenen deutsch- und italienischsprachigen Universitäten unterstützt wird. Das 2017 beschlossene neue Statut legt drei Hauptthemenbereiche fest:
- Internationale Konflikte, mit besonderem Augenmerk auf Völkerrecht und Menschenrechte;
- Literatur und Kunst;
- Ideengeschichte und Wissenschaftskultur.

Zur Umsetzung des ersten Themenbereiches wurde 2016 die universitäre Plattform „EUPHUR“ (Euregio Platform on Human Dignity and Human Rights) gegründet. Ihre Tätigkeit konzentriert sich auf Fragen der Menschenwürde und Menschenrechte sowie deren ethische Grundlagen. Im Jahr 2016 wurde zudem die Forschungsstelle Ezra Pound gegründet, die sich dem Studium der Werke des US-amerikanischen Dichters widmet, der einige Jahre lang in der Brunnenburg oberhalb von Meran lebte. Der dritte Themenbereich umfasst das Projekt „ScienzaNuova“ und wird vom derzeit in der Entstehungsphase befindlichen „Institut für philosophische Grundfragen der Gegenwart“ koordiniert.

## Sitz
Seit 1993 befindet sich der Sitz der Akademie in der Schwalbenvilla San Marco, welche in den Jahren 1894/95 vom österreichischen Architekten Alexander Graf erbaut wurde und sich in der Franz-Innerhofer-Straße 1 befindet.

## Präsidentschaft
Den Anstoß zur Gründung des Deutsch-italienischen Kulturbundes lieferte eine Gruppe Meraner Professoren und Intellektueller beider Sprachgruppen; ab 1959 wurden zunächst das Kulturinstitut und dann die Akademie von Luigi Cotteri und dessen Sohn Roberto geleitet, während hochrangige Persönlichkeiten wie Michele Federico Sciacca, Hans Rheinfelder, August Buck, Franco Valsecchi, Armando Rigobello, Guntram A. Plangg, Luigi Vittorio Ferraris und Christian Smekal den Vorsitz sowie dessen Stellvertretung innehatten. Im Jahr 2016 übernahm Cuno Tarfusser, ehemaliger Richter am Internationalen Strafgerichtshof, den Vorsitz der Akademie.